# Moxostoma macrolepidotum
Moxostoma macrolepidotum, engl. Shorthead Redhorse, gehört zur Familie der Saugkarpfen.

## Verbreitung und Lebensraum
Moxostoma macrolepidotum kommt im mittleren und nördlichen Nordamerika vor. Ursprünglich ist die Art im Bereich der Großen Seen, in der kanadischen Hudson Bay, im Mississippi River und im Sankt-Lorenz-Strom beheimatet. Sie leben von den kanadischen Provinzen Québec und Alberta bis nach Alabama und Oklahoma im Süden der USA. Ein weiteres Verbreitungsgebiet sind die Gewässer der Ostküste bis zum Santee River in South Carolina. Man findet die Fischart in unterschiedlichen Habitaten, wie beispielsweise im Hudson River bei New York, das Flusssystem des Embarras River in Illinois oder der Lake Texoma Stausee und Red River in Grayson County, im nördlichen Texas. Sie können sowohl in klaren kühlen Gewässern als auch in durch Sedimentation eingetrübten wärmeren Gewässern leben. Die Spezies gilt daher als „Habitat-Generalist“. M. macrolepidotum bevorzugt große Flüsse und Seen als Lebensraum.

## Beschreibung
Moxostoma macrolepidotum wird bis ca. 75 Zentimeter lang und 3,9 Kilogramm schwer. Wie der englische Name Shorthead Redhorse andeutet ist der Kopf kurz, bei Exemplaren über 19 cm macht er etwa 20 % der Standardlänge aus. Das hintere Ende der Unterlippe ist fast gerade, die Falten der Unterlippe werden durch Querfurchen unterbrochen. Der Rücken ist oliv hellbraun, die Seiten oliv gelblich und kupfer- oder silberfarben überhaucht, die Unterseite weiß oder gelblich. Die konkave bis sichelförmige Rückenflosse weist 12 bis 13 Flossenstrahlen auf, die große Schwanzflosse ist moderat gegabelt. Der distale Rand der Schwanzflosse ist in der Regel dunkelrot, die Bauchflossen und die Afterflosse variieren von weiß bis blass orange. Entlang der Seitenlinie befinden sich gewöhnlich 42 bis 44 Schuppen.

## Lebensweise
M. macrolepidotum sucht überwiegend in Grundnähe Nahrung und ernährt sich dabei von Kleintieren und pflanzlichem Material. 
Die Fische können maximal 17 Jahre alt werden. Geschlechtsreif werden die Tiere nach 2,5 bis sechs Jahren, abhängig von der jeweiligen Wassertemperatur ihres Lebensraumes. Zur Laichzeit, im Frühjahr (März bis Juni) bei steigendem Wasser, suchen die Fische kleinere Fließgewässer auf und laichen über Kies- oder Felsgrund ab. Abgelaicht wird bei Wassertemperaturen zwischen 7 und 16 °C. Die Rogner (Weibchen) können dabei zwischen 18.000 und 44.000 Eier produzieren.

## Wirtschaftliche Bedeutung
M. macrolepidotum ist trotz seines grätenreichen Fleisches ein Sportfisch. Im Ökosystem nordamerikanischer Gewässer ist die Art wichtiger Beutefisch für Hechtarten wie Muskellunge und Hecht. Jungfische von M. macrolepidotum dienen Hechten, Glasaugenbarschen und Schwarzbarschen als Nahrung.

## Gefährdungsstatus
Der Bestand von M. macrolepidotum gilt als nicht gefährdet, ist jedoch durch gewässerbauliche Maßnahmen teilweise beeinträchtigt. Staudämme, die auch die Wanderwege von Lachsen und Forellen behindern, machen es auch M. macrolepidotum unmöglich, zu seinen Laichgewässern zu gelangen. M. macrolepidotum ist dabei jedoch weniger sensitiv als andere Saugkarpfenarten. Die Spezies reagiert dagegen sehr empfindlich auf chemische Gewässerverschmutzung, sei es aus kommunalem Abwasser oder industriellen Rückständen. Besonders das Insektizid Chlordan wirkt sich stark negativ auf die Population von M. macrolepidotum aus.